# Guy de Lastours
Guy Ier de Lastours, dit « Guy le Noir », est un membre de la noblesse du Limousin autour de l'an mil. 

## Biographie
Fils aîné de Gulferius de Lastours et second membre connu de la famille de Lastours, Guy de Lastours est né vers 980. Il est surnommé "Guy le Noir" à cause de la couleur de ses cheveux.
Ennemi du vicomte de Ségur, il fait construire la ville et le château de Pompadour avec l'aide du comte Elie du Périgord (le fils d'Archambaud, l'ami de Gulferius de Lastours, père de Guy), pour s'opposer à son pouvoir grandissant. En plus de ce fort, il a aussi dirigé le château de Lastours et le château de Terrasson, ainsi que d'autres terres du Limousin, dont le château de Hautefort. 
Il est souvent en guerre contre ses voisins, ainsi que très puissant et impulsif. Il a par exemple brûlé le château de Jarduna dont le seigneur l'avait traité de "seigneur forgeron" (à cause de son teint et de ses cheveux). Soutenu par le comte du Périgord (cité plus haut) il s'engage contre le seigneur de Hautefort, allié du vicomte Aymar II de Limoges. Guy s'empare alors du château de Bré (détenu par un vassal d'Aymar II), déclenchant une guerre ouverte contre ses deux ennemis. Pompadour, fief de Guy de Lastours, fut attaqué. Néanmoins, ses soldats parvinrent à repousser l'assaut, et Aymar II fut contraint de demander la paix devant l'ampleur du désastre et les dégâts sur ses terres. Ironiquement, à la suite de cette paix, Guy de Lastours se présente souvent à la cour de son ennemi à Limoges dont il apprécie les nombreuses fêtes.
Lors de cette époque, les reliques de Saint-Pardoux sont volées par un moine de Sarlat et donnée à Guy de Lastours. Il fit reconstruire le monastère d'Arnac-Pompadour et le soumirent aux abbés de l'abbaye Saint-Martial de Limoges. Le 15 juillet 1028, ce nouveau monastère fut consacré par l'évêque de Limoges, Jourdain de Laron.
Il épouse Engalcie de Malemort (fille du prince Hugues de Malemort et nièce du comte d'Aurillac) vers l'an mil. Guy de Lastours meurt le 1er août 1030 et est inhumé près de la porte méridionale du monastère St-Pardoux. Sa femme se fait religieuse au monastère d'Arnac et à sa mort est inhumée près du cloître de ce même monastère,.